# 膣内射精潜時
膣内射精潜時 (ちつないしゃせいせんじ、IELT; Intravaginal ejaculation latency time) とは、膣性交時に男性が女性の膣に陰茎を挿入してから射精に至るまでの時間のことである。膣内射精潜時の平均は個人差があり、年齢とともに低下（短く・早く）なる傾向がある。
膣内射精潜時は、早漏などの診断や治療に用いられる指標のひとつである。膣内射精潜時は、性的パフォーマンスと実際の満足度に関する認識と関係があるかもしれないが、それらは膣内射精潜時以外の他の多くの要因にも左右されている可能性がある。

## 研究
膣内射精潜時について、研究者たちは相反する発見をしている。多国籍研究において、著者らはオランダ、スペイン、トルコ、イギリス、アメリカの491人の男性を調査した。男性たちは安定した異性関係にあった。4週間にわたり、カップルはストップウォッチを使って膣内射精潜時のデータを記録し、コンドームの使用状況を記録した。膣内射精潜時の中央値はコンドームの使用とは無関係であった。膣内射精潜時の中央値は年齢とともに減少した（18 - 30歳：6.5分、31 - 50歳：5.4分、51歳以上：4.3分）。全参加者の膣内射精潜時の中央値は5.4分であった。膣内射精潜時の中央値は個人差が大きく、3分20秒未満の男性は14パーセント、10分以上の男性は26パーセントであった。潜在的な問題としては、総サンプル数や国ごとのサンプル数の少なさ、各参加者の計測数が少なすぎること、ストップウォッチを使用することによる心理的影響などが挙げられる。
1991年、キンゼイ研究所の学者たちは、「挿入から射精までの時間は、男性によって異なるだけでなく、同じ男性でもその時々によって異なるのが真実である」と述べた。彼らは、性交の適切な長さとは、パートナー双方が互いに満足するのにかかる時間の長さであると付け加え、キンゼイは「75パーセントの男性が、少なくとも2回に1回は挿入から2分以内に射精していることを発見した」と強調している。
マスターズとジョンソンは、著書『Human Sexual Response』の中で、直接観察と医学的検査に基づいた性的反応と満足度に関するさまざまな知見を発表している。性的満足は性交の持続時間とは無関係である。男性の反応時間は女性の月経周期によって変化し、排卵日に近いほど膣内射精潜時は短くなる。パートナー双方の性経験も膣内射精潜時に影響する。
2008年にカナダとアメリカのセックスセラピストを対象に行われた調査では、異性間性交の平均時間は7分であり、1 - 2分では短すぎ、3 - 7分がほど良く、7 - 13分が望ましく、13 - 30分では長すぎると述べられている。

## 薬物の影響
膣内射精潜時には、さまざまな化学物質が影響をおよぼす。アルコールやオピオイド（例：ヘロイン、モルヒネ、オキシコドン）などの物質は中枢神経系を抑制し、膣内射精潜時を延長させる。選択的セロトニン再取り込み阻害薬 (SSRI)（例：ダポキセチン）は、射精の不可避性に関係する生理的プロセスである射精反射への移行を阻害することによって射精を遅らせる。そのため、早漏の治療に処方されることがある。